# Andižanský vilájet
Andižanský vilájet je jeden z vilájetů (regionů) Uzbekistánu. Leží ve východní části Ferganské kotliny, přičemž sousedí s Ferganským vilájetem, Namanganským vijáletem a Kyrgyzstánem. V roce 2022 zde žilo 3 253 528 obyvatel, přičemž v tomtéž roce byl region nejhustěji zalidněným uzbeckým regionem. Hlavním městem vilájetu je Andižan, dalším významným městem v regionu je pak také Chanabád.
Andižanský vilájet je dělen na 14 okresů a nachází se zde celkem 11 měst. Vilájet leží v oblasti s kontinentálním podnebím. Nachází se zde zásoby ropy, zemního plynu, vápence a ozokeritu. Významné je pro region také zemědělství, když se zde pěstuje například bavlna, melouny, vinná réva nebo různé obilniny. Dále je zde prováděno pastevectví, typicky krav. V regionu je rozšířen také průmysl; například zde byl společností UzAuto Motors otevřen první automobilový závod ve Střední Asii.